# 刷子

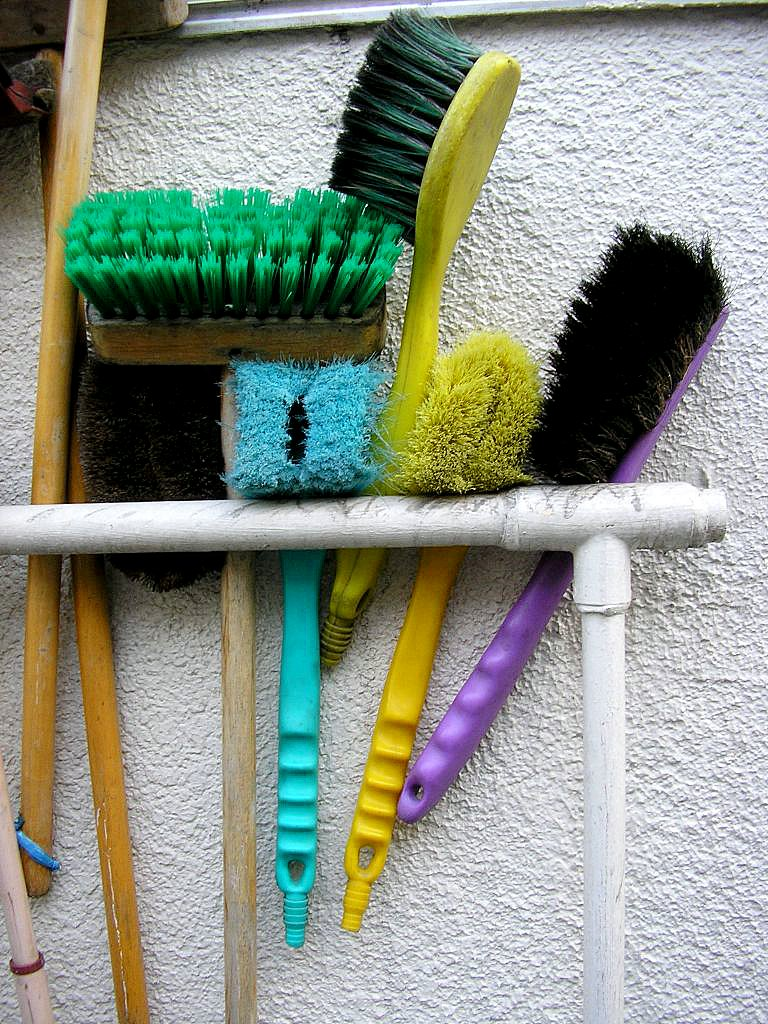
刷子

刷子，或稱抿子，是一种用於清潔用途的日用品，它一邊是手柄，另一邊是毛，例如剛毛。手柄和毛的材質都是经过选择的，因而在遇到腐蚀性化学品、過热或磨损狀況時也依舊能夠使用。刷子可用于清洁、梳理头发、化妆、绘画等許多用途。它是当今最常見的工具之一，一般家庭可能有几十种刷子。

## 起源
當有人開始居住在房子時，人們用從灌木叢中砍下的樹枝來清掃灰塵，因此使用了第一批刷子。